# Macrobrachium dux
Macrobrachium dux är en kräftdjursart som först beskrevs av Lenz 1910.  Macrobrachium dux ingår i släktet Macrobrachium och familjen Palaemonidae. Inga underarter finns listade i Catalogue of Life.